# ميلان باديلي
ميلان باديلي (بالكرواتية: Milan Badelj) (مواليد 25 فبراير 1989 في زغرب، جمهورية يوغسلافيا الاشتراكية الاتحادية) لاعب كرة قدم كرواتي يجيد اللعب في مركز الوسط المهاجم ويلعب حاليا في دينامو زغرب الكرواتي منذ 2005.

## روابط خارجية
- ميلان باديلي على موقع الاتحاد الدولي (مؤرشف)  (الإنجليزية)
- ميلان باديلي على موقع الاتحاد الأوربي (الإنجليزية)
- ميلان باديلي على موقع اتحاد كرواتيا (الكرواتية)
- ميلان باديلي على موقع قاعدة بيانات كرة القدم.إي يو (الإنجليزية)
- ميلان باديلي على موقع بيانات كرة القدم. دي إي (الألمانية)
- ميلان باديلي على موقع ناشيونال فوتبول تيمز (الإنجليزية)
- ميلان باديلي على موقع Soccerway.com (الإنجليزية)
- ميلان باديلي على موقع عالم كرة القدم.نت (الإنجليزية)
- ميلان باديلي على موقع AS.com (الإسبانية)